# Storögd tonfisk
Storögd tonfisk (Thunnus obesus) är en art i tonfisksläktet. Den lever i öppna vatten i alla tropiska och tempererade hav, men inte i Medelhavet, och blir mellan 60 och 250 cm lång.
Arten kan dyka till ett djup av 1900 meter men den når vanligen ett djup av 500 meter. Individerna bildar fiskstim som där även bonit och gulfenad tonfisk kan ingå. Födan varierar mellan olika små fiskar, bläckfiskar och kräftdjur. I västra Atlanten fångas främst Brama caribbea och Ornithoteuthis antillarum. Äggläggningen sker under alla årstider. Beroende på utbredningen lever storögd tunfisk upp till 17 år. Den når könsmognaden vid en längd av 102 till 135 cm.
Det största exemplaret som fångades i Stilla havet var 236 cm lång med en vikt av 197,3 kg. Rekordet från Atlanten hade en vikt av 178 kg.
Beståndet hotas av överfiske. IUCN listar arten som sårbar (VU).